# Eat You Alive
Eat You Alive es el primer sencillo de la banda de metal alternativo estadounidense limp Bizkit de su cuarto disco de estudio llamado Results May Vary.

## Lanzamiento
Para promocionar el sencillo, Durst grabó un video musical con Thora Birch y Bill Paxton. El sencillo alcanzó el puesto número 16 en la lista de Billboard Hot Mainstream Rock Tracks.
AllMusic le otorgó una de cinco estrellas. Una encuesta de lectores de 2004 publicada por Spin empató «Eat You Alive» con «Headstrong» de Trapt y «Me Against the Music» de Britney Spears como la «peor canción».

## Lista de canciones
| N.º | Título           | Duración |  |
| 1.  | «Eat You Alive»  | 4:12     |  |
| 2.  | «Shot»           | 3:47     |  |
| 3.  | «Just Drop Dead» | 4:04     |  |